# بخش سی، فریبورگ
بخش سی یکی از بخشهای ایالت فریبورگ  در کشور سوئیس است.